# Nova Ves Petrijanečka
Nova Ves Petrijanečka falu Horvátországban, Varasd megyében. Közigazgatásilag Petrijanechez tartozik.

## Fekvése
Varasdtól 7 km-re nyugatra, községközpontjától Petrijanectől 3 km-re délre fekszik.

## Története
Községközpontját Petrijanec települést 1398-ban Cillei Herman birtokai között említik először, Vinica várának tartozékaként. A faluban az uradalom ispánja és az uradalmi tisztségviselők laktak. A major szolganépének két települése állt a közelben, melyek közül a régebbit Staro Vesnek, azaz régi helynek hívták. Mivel azonban a lakosság száma nagyon megnövekedett azon a területen, melyet a földesúrtól kaptak  új falut építettek maguknak. A 16. században a Zrínyi Miklós és Székely Lukács vezette török ellenes harcok során Staro Ves leégett és az itt élők is Nova Vesre, az újabb faluba költöztek.
A 16. század elején Nova Vesen kápolna is épült, melyet gróf Draskovich János építtetett. A kőből épített kápolnát az 1663-as egyházi vizitáció is megemlíti és az évszázadok során többször is átépítették. Egykor a falu közelében egy "Bijeli pil"-nek nevezett kőoszlop is állt, melyen Szűz Mária a gyermek Jézussal, a Szentháromság, Szent István első vértanú és Szent Donát képe volt látható és ma a Varasdi Városi Múzeumban található.
1857-ben 717, 1910-ben 1092 lakosa volt. 1920-ig Varasd vármegye Varasdi járásához tartozott, majd a Szerb-Horvát Királyság része lett, mely 1929-ben felvette a Jugoszlávia nevet. 1991-óta a független Horvátország része.  2001-ben 981 lakosa volt. Ma lakói nagyrészt a mezőgazdaságban, a fiatalok főként Varasd ipari üzemeiben dolgoznak.

## Nevezetességei
Alexandriai Szent Katalin tiszteletére szentelt római katolikus temploma feltehetően középkori eredetű, mai formájában a 17. század első felében épült. A templomot először egy egyházlátogatás során említik 1649-ben. Nyugat-keleti tájolású, egyhajós, hosszúkás épület, a bejárati homlokzat előtti magas harangtoronnyal, amelyen keresztül lehet belépni a templomba. A szentély déli oldalán sekrestye van.